# Vasilis Michaelides
Vasilis Michaelides (gr.: Βασίλης Μιχαηλίδης) – XIX-wieczny pisarz uważany za poetę narodowego Cypru.
Urodził się w Lefkoniko, wsi w Dystrykcie Famagusta na Cyprze, między 1849-1853 r. W 1862 roku przeniósł się do Nikozji, aby uczęszczać tam do gimnazjum. Jego pierwszy kontakt ze sztuką nastąpił w arcybiskupstwie w Nikozji, gdzie trenował hagiografię. Później przeniósł się do diecezji Larnaca, gdzie koncentrował się na malarstwie pod opieką swojego wuja. W roku 1873 opublikował swoje pierwsze wiersze Lichwy (gr.: Η Τοκογλυφία) oraz Słowiki i Sowy (gr.: Αηδόνια και Κουκουβάγιες), a w 1875 roku przeniósł się do Neapolu we Włoszech, aby dalej studiować malarstwo. Michaelides opuścił Włochy w 1877 roku i udał się do Grecji, gdzie wstąpił jako ochotnik do greckiej armii i walczył o wyzwolenie Tesalii. Wraz z końcem tureckiego panowania na Cyprze w 1878 roku, wrócił do Limassol, gdzie zaczął pisać do lokalnej gazety „Alithia” (gr.: Αλήθεια).
Michaelides napisał kilka wierszy w katharevousa, dimotiki oraz dialekcie cypryjskim. Jego pierwszy zbiór poezji Słaba lira (gr.: Η Ασθενής Λύρα), który został opublikowany w 1882 roku. Dwa lata później został powołany do pracy jako pielęgniarz zapewniając sobie w ten sposób dochód, mieszkanie i wyżywienie. Zaczął pisać do gazety Salpigga (gr.: Σάλπιγγα). W 1888 rozpoczął publikację satyrycznego magazynu „Diavolos” (gr.: Διάβολος).
W 1883 roku napisał Wróżkę (gr.: Η Ανεράδα), a następnie swoją najbardziej znaną pracę 9 lipca 1821 (gr.: Η 9η Ιουλίου 1821), poemat napisany w dialekcie cypryjskim opowiadający zdarzenia prowadzące do zabicia ważnych osób na Cyprze, w tym arcybiskupa Cypriana na polecenie tureckich władz wyspy. Następnym dziełem była Kobieta z Chios (gr.: Η Χιώτισσα).
W dalszej części swojego życia cierpiał z powodu alkoholizmu. W 1910 roku stracił pracę jako pielęgniarz, ale władze Dystryktu Limassol dały mu nową pracę jako inspektor zdrowia, jak również pomieszczenie w ratuszu. W 1911 roku wydał Wiersze (gr.: Ποιήματα). W 1915 roku trafił do przytułku w Limassol, gdzie napisał Sen greka (gr.: Το Ορομαν του Ρωμιού).
Zmarł 18 grudnia 1917 roku.
W 1978 roku jego portret zdobił jeden ze znaczków tematycznych dotyczących poetów cypryjskich.